# イケメン四銃士
イケメン四銃士（イケメンよんじゅうし、英語: Ikemen Four Masketeers）は、新潟放送のアナウンサー3人による男性アナウンサー・ボーカルダンスユニット。

## 概要
2019年夏に結成されたユニットで、結成当初のメンバーは工藤淳之介、麦島侑、黒崎貴之、前野智郎の4人であった。
当初はラジオイベント向けの単発企画として結成されたが、リスナーから大きな反響があったことから、新潟県内でショーを開いたり、ラジオ番組のコーナーに出演したりして活動を続けている。メンバー各自が番組を持っているため、歌やダンスを合わせるのは就業前と夜だけに限られる。
楽曲は新潟放送の佐藤智也ディレクターが作詞作曲を担当している。
イケメン四銃士のファンは「ジューシー」と呼ばれている。
2020年10月には、新潟市内で展開しているパン店「サフラン」とのコラボレーション商品が発売されたほか、2021年4月29日には、栗山米菓の米菓「ばかうけ」とのコラボレーション商品が発売された。
2024年3月を以て黒崎貴之が卒業。3人体制となった。

## 楽曲
- 【MV】BSNｱﾅｳﾝｻｰ「イケメン四銃士」1stｼﾝｸﾞﾙ「4 for you」MVです。 - YouTube
- 【MV】イケメン四銃士　2ndシングル「Clap 4 you!!」 - YouTube
- 【MV】イケメン四銃士　3rdシングル「WAKUWAKU with you!!!!」 - YouTube
- 【MV】イケメン四銃士　4thシングル 「それいけ！アナウンサー」 - YouTube

## 出演
- 工藤淳之介 3時のカルテット（BSNラジオ、- 2024年3月） - 月曜日コーナー担当。
- イケメン四銃士のそれいけ！アナウンサー（BSNラジオ、2024年4月 - ）
  - 2024年4月21日の『爆笑問題の日曜サンデー』（TBSラジオ制作）内の恒例企画「全日本ラジオ新番組選手権2024」でグランプリを受賞。受賞決定後の生電話には麦島が出演。